# LIVE IN LIVE〜I HUB YOU〜
『LIVE IN LIVE〜I HUB YOU〜』（ライブインライブ アイハブユー）は日本の3人組バンドBase Ball Bearが主催する対バンツアーである。

## 概要
- 2018年より行われているBase Ball Bear主催の対バンツアー。[1]
- これまで積極的に対バンを行っていなかったバンドが、交友を広げていくことを目的に開催。毎回バラエティに富んだアーティストが参加している。

## LIVE IN LIVE〜I HUB YOU〜
2018年10月13日から11月11日に行われた第1弾。キュウソネコカミ、RHYMESTER、ペトロールズ、the pillowsが参加。
東京公演は「日比谷ノンフィクションⅦ」として開催された。
the pillowsのライブでは関根がベースで参加した。

## LIVE IN LIVE〜I HUB YOU (Take) 2〜
2022年2月15日から3月18日に行われた第2弾。the telephones、UNISON SQUARE GARDEN、KANA-BOONが参加。
本来は2020年3月19日から3月28日に「LIVE IN LIVE〜I HUB YOU 2〜」として開催される予定だったが、新型コロナウイルス感染拡大で中止となっていた。

## LIVE IN LIVE〜I HUB YOU 3〜
2022年8月1日から8月26日に行われた第3弾。Creepy Nuts、フレデリック、ASIAN KUNG-FU GENERATIONが参加。
2022年7月20日にKT Zepp YokohamaにてACIDMANと対バンをする予定だったが、ACIDMANメンバーの新型コロナウイルス感染により延期。現在開催は未定である。